# Relaciones Chile-Ecuador
Las relaciones Chile-Ecuador son las relaciones internacionales entre la República de Chile y la República del Ecuador. Ambas son naciones ubicadas en la parte occidental de América del Sur frente a las costas del océano Pacífico. Geográficamente hablando, ambos son los 2 únicos países sudamericanos en no compartir una frontera terrestre con el Brasil.

## Historia

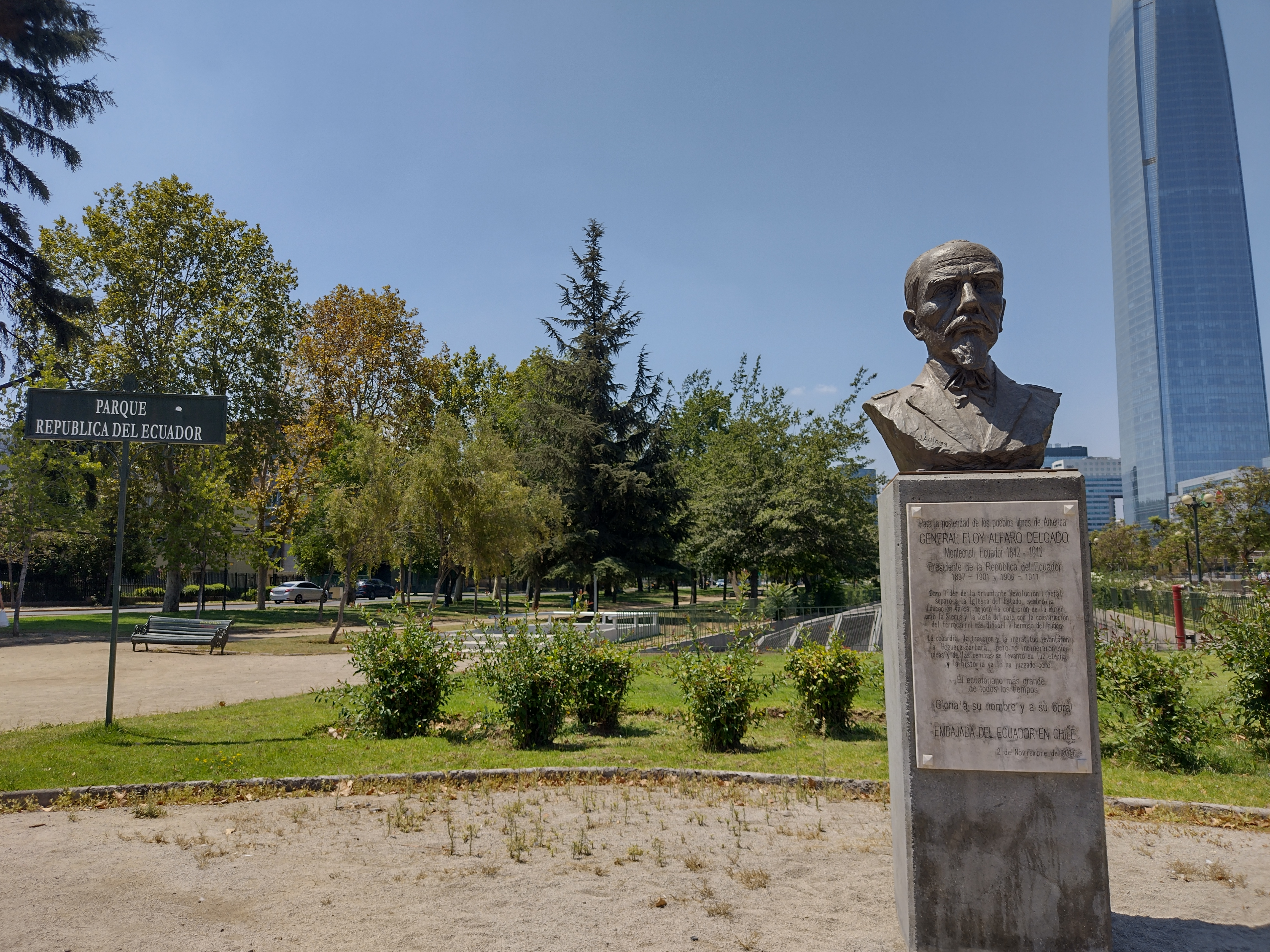
Plaza República del Ecuador en Providencia, Santiago, con el busto del General Eloy Alfaro y la Gran Torre Santiago de fondo.

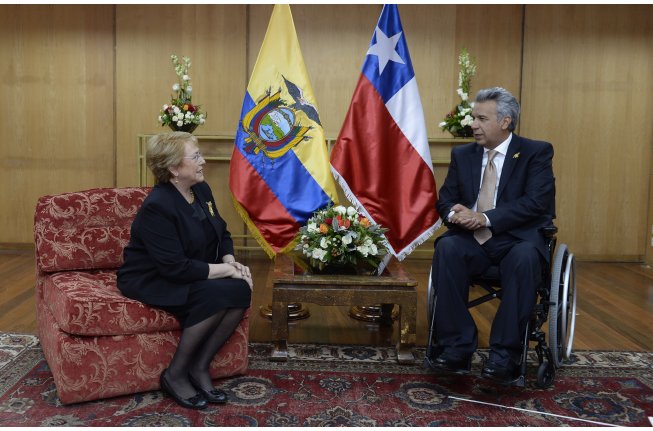
Reunión bilateral entre los presidentes de Chile y Ecuador, Michelle Bachelet y Lenin Moreno, en 2017.

Chile y Ecuador han sostenido estrechas relaciones a lo largo de su historia como naciones sudamericanas que anteriormente a ejercer su soberanía formaron parte del Imperio español, siendo Chile administrado como Capitanía General del Virreinato del Perú, mientras que los territorios ecuatorianos pertenecían al Virreinato de Nueva Granada. 
Durante el proceso de Guerra de Independencia de Ecuador, las fuerzas armadas chilenas ya emancipadas en 1810, participaron activamente en apoyo al bando patriota del Ecuador contra los realistas en las guerras de independencia hispanoamericanas acaecidas en territorio ecuatoriano. Dentro de los triunfos decisivos de las fuerzas independentistas unidas destacan la batalla de Pichincha y el combate de Riobamba en 1822. En 1807, el fray Camilo Henríquez realizó una visita a la Provincia de Quito, dos años antes del Grito de Independencia, donde además fue testigo de los primeros movimientos independentistas y a él se le atribuye la frase «Quito, luz de América», debido a las proezas emancipadoras que se suscitaban en aquella época en dicha ciudad. Por este motivo, la Embajada de Ecuador en Santiago donó en 2016 un busto del religioso, el cual fue puesto al interior de la Biblioteca Nacional de Chile.
Una vez ambas naciones libres y soberanas, los dos países se convirtieron en estrechos aliados debido a sus conflictos limítrofes surgidos durante el siglo XX con Perú. Chile al igual que el resto de los países del Pacto ABC y los Estados Unidos, fue país garante en el Protocolo de Río de Janeiro firmado en 1942, que puso fin al conflicto fronterizo entre Perú y Ecuador. 
Con respecto a odónimos honoríficos destacados, el Parque Ecuador ubicado en la ciudad chilena de Concepción, es el parque urbano más grande del centro de la comuna y fue rebautizado así en agradecimiento por la ayuda de emergencia prestada por el gobierno ecuatoriano a la zona tras el terremoto de Chillán de 1939, mientras que la «Calle Chile» del centro histórico de Quito alberga edificaciones coloniales que fueron declaradas Patrimonio Cultural de la Humanidad por la Unesco en 1978.
Chile había apoyado en secreto a Ecuador durante la Guerra del Cenepa contra Perú, proporcionando armas por valor de 600 millones de dólares a las Fuerzas Armadas ecuatorianas. Perú había acusado a Chile de inmiscuirse en sus asuntos y exigió a Chile que se mantuviera al margen del conflicto. Chile también ayudó a negociar para Ecuador después de la guerra.
Hasta 2019, la comunidad de migrantes ecuatorianos que residen en Chile son de aproximadamente 36.994 personas, concentrados principalmente en la ciudad de Santiago de Chile.

## Relaciones económicas

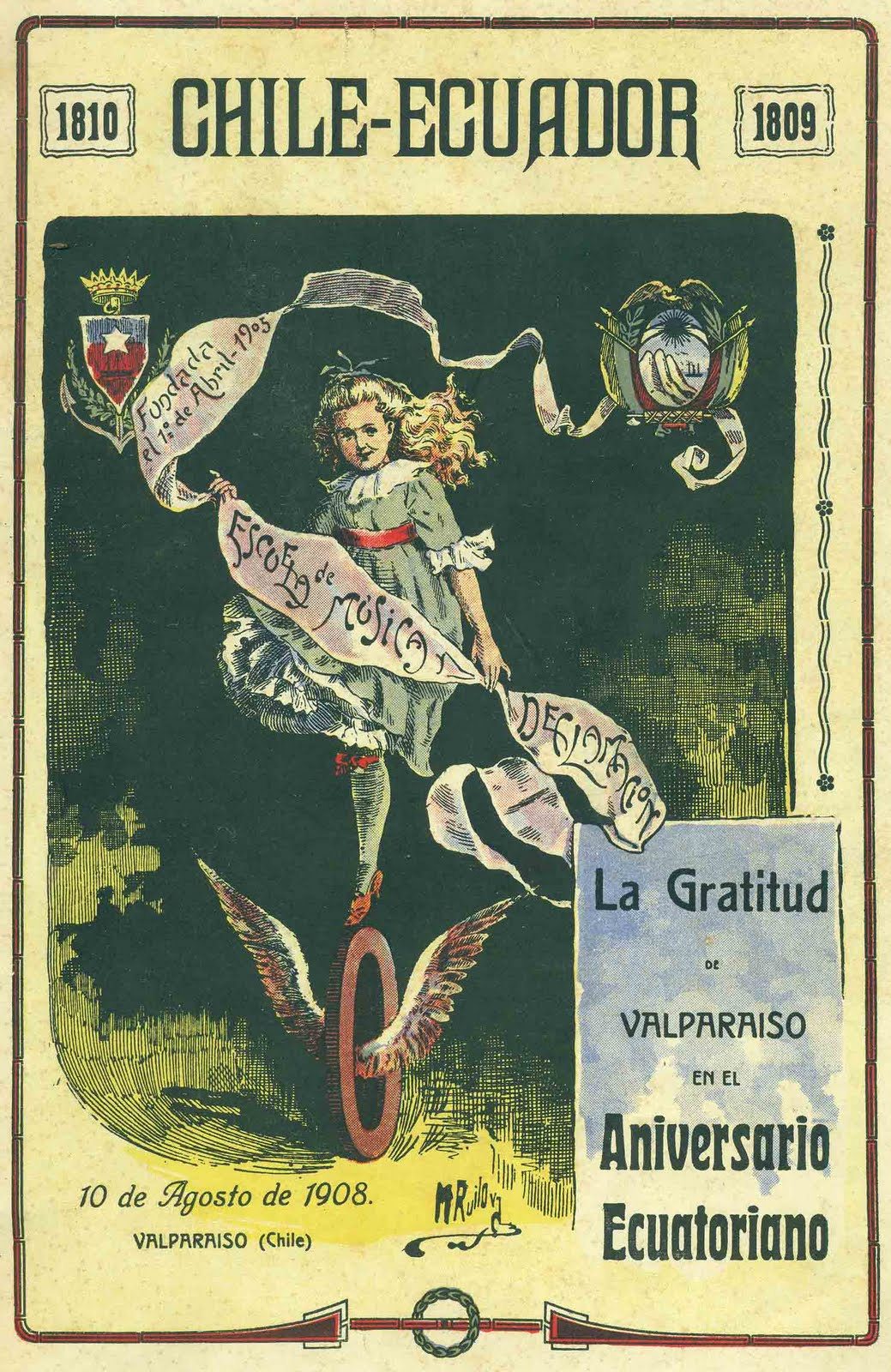
Una publicación hecha en Valparaíso en 1908 en homenaje al centenario de la Independencia de Chile y Ecuador.

En junio de 2018, los presidentes de ambos países anunciaron el compromiso de avanzar formalmente en la negociación de un Tratado de Libre Comercio entre Chile y Ecuador, considerando que en 2018 el comercio bilateral creció un 8,6%, al totalizar 2.109 millones de dólares.
El 13 de agosto del 2020 se firmó el Acuerdo de Integración Comercial entre la República de Ecuador y Chile a través de un enlace virtual. El acuerdo, firmado por los presidentes, Lenín Moreno y Sebastián  Piñera, reemplazando el acuerdo de complementación económica número 65 firmado el 10 de marzo de 2008. El nuevo Acuerdo contiene 24 capítulos, que incluyen asuntos agrícolas, compras públicas, acceso a mercados, comercio electrónico, entre otros. Se estimó que unas 710 empresas ecuatorianas que exportan 1.614 millones anuales a Chile serán las principales beneficiadas del tratado. Según el Mandatario ecuatoriano, el maíz y el arroz se podrán exportar en mejores condiciones a Chile, mientras que el azúcar y sus subpartidas, que representan 21 mil toneladas, podrán ir libre de aranceles.
Ecuador y Chile ya contaban con un tratado llamado de Complementación Económica, que estaba vigente desde el 2010. Ese documento permitía que el 97% de bienes ecuatorianos enviados a ese mercado no estuviera gravado con aranceles. El nuevo texto logra una cobertura del 100% para Ecuador.
En turismo, desde el año 2008 el Gobierno ecuatoriano suprimió el visado de turista para los ciudadanos de todas las nacionalidades (salvo algunas excepciones) por un plazo máximo de 90 días. El Gobierno de Chile aplicando el principio de reciprocidad, otorga la misma exención para los ciudadanos ecuatorianos. Con el objetivo de facilitar el libre tránsito de personas entre países sudamericanos con fines turísticos, tanto los chilenos como ecuatorianos para ingresar al respectivo país están exentos del uso de pasaporte, siendo requerida su Cédula de Identidad válida y vigente.
En términos macroeconómicos, Chile exporta al Ecuador principalmente preparaciones compuestas no alcohólicas para preparación de bebidas, frutas (manzanas, uvas y duraznos), productos derivados del cobre y medicamentos. Ecuador exporta a Chile mayoritariamente aceites crudos de petróleo, frutas (plátanos, piñas y palmitos), atunes y camarones.
En 2022, el intercambio comercial entre ambos países ascendió a los 1 705 millones de dólares estadounidenses, lo que supuso un -4,3% de crecimiento promedio anual en los últimos cinco años. Los principales productos exportados por Chile fueron preparaciones alimenticias, barcos cisterna y manzanas frescas, mientras que Ecuador exportó mayoritariamente aceites crudos de petróleo y bananas.

## Misiones diplomáticas
- Chile tiene una embajada en Quito y mantiene un consulado-general en Guayaquil.[9]

- Ecuador tiene una embajada en Santiago y consulados honorarios en Antofagasta, Arica, Concepción y Valparaíso.[10]